# Гаветта, Эло
Элиаш Гаветта (словац. Eliáš Havetta, или Эло Гаветта (словац. Elo Havetta; 13 июня 1938, Вельке Возокани, Чехословакия, ныне Словакия — 3 февраля 1975, Братислава, Чехословакия, ныне Словакия) — словацкий писатель, фотограф, сценограф, живописец, сценарист, режиссёр театра, кино и телевидения. Один из видных представителей Чехословацкой новой волны.

## Биография
В 1953—1957 годах учился в художественно-промышленной школе в Братиславе и в 1961—1967 годах на режиссёрском отделении Киноакадемии (ФАМУ, Прага). Руководил кукольным театром, рисовал киноафиши, снимал мультфильмы, написал сюрреалистическую новеллу «Марш святых», был художником-оформителем молодёжных изданий, создавал театральные костюмы, снимал популярные культурно-развлекательные программы на телевидении. Творческой манере был характерен сюрреализм и импрессионизм. Запрет на профессию сократил его жизнь.

## Фильмография

### Режиссёр
- 1961 — Микулашские хроники / Mikulášsky občasník (совместно с Юраем Якубиско, к/м)
- 1962 — Готический манеж для одного / Gotická manéž pre jedného (совместно с Любором Догналом[чеш.], к/м)
- 1963 — Святая Яна / Svätá Jana (к/м)
- 1964 — Жизнь по-дикарски / Život na divoko
- 1964 — Обед на траве / Obed v tráve (TB)
- 1965 — 34 дня абсолютного покоя / 34 dní absolútneho pokoja
- 1966 — Прогноз: Нулевой / Predpoveď: nula
- 1969 — Праздник в ботаническом саду / Slávnosť v botanickej záhrade
- 1972 — Полевые лилии / Ľalie poľné
- 1973 — Две любовные истории скромного пуховчанина / Dve lasky skromneho puchovcana (тв)
- 1973 — Ласточка / Lastovičky (тв-программа)
- 1973 — Вред любви / Škoda lásky (тв)
- 1974 — Всюду встретишь молодежь / Všade stretneš mladých ľudí (тв)
- 1974 — Глазами молодых / Mladými očami (тв-программа)
- 1975 — Добро пожаловать! / Ráčte vstúpiť (тв-программа)

### Сценарист
- 1963 — Святая Яна / Svätá Jana
- 1969 — Праздник в ботаническом саду / Slávnosť v botanickej záhrade